# Erich Bockemühl
Erich Bockemühl (Pseudonym: Eberhard Büren; * 12. Juni 1885 in Bickenbach, Oberbergisches Land; † 12. Mai 1968 in Drevenack, Niederrhein) war ein deutscher Pädagoge und Schriftsteller.

## Leben
Erich Bockemühl war der Sohn eines Lehrers und hatte drei jüngere Brüder, die ebenfalls Volksschullehrer wurden. Er wuchs auf in Kettwig bei Essen. Während seiner Zeit als Junglehrer in Barmen gehörte er dem Charonkreis um Otto zur Linde an. Zudem wurde er in seinem Denken von Berthold Otto beeinflusst. Ab 1914 wirkte Bockemühl als Volksschullehrer in Drevenack bei Wesel. Dort betätigte er sich auch als Schriftsteller und Organist und pflegte Kontakte zu zahlreichen Musikern und bildenden Künstlern, darunter Otto Pankok. Während der Zwanzigerjahre entwickelte sich Bockemühl zunehmend zum Anhänger völkischen und reaktionären Gedankenguts; nach 1933 ergriff er offen die Partei für die Nationalsozialisten und veröffentlichte u. a. Texte in der parteinahen Kulturzeitschrift Rheinische Blätter. Ab 1941 war Bockemühl Rektor an einer Schule in Mönchengladbach, später wirkte er in Rheydt-Odenkirchen. 1944 wurde ein Großteil seiner Manuskripte bei einem Bombenangriff vernichtet. Nach 1945 setzte er seine Tätigkeit als Schriftsteller fort, beschränkte sich nunmehr allerdings auf unpolitische Themen sowie die Herausgabe von Kinder- und Jugendbüchern.
Erich Bockemühls literarisches Werk besteht aus Erzählungen, Essays, Gedichten und Theaterstücken. Die Reste seines Nachlasses befinden sich im Düsseldorfer Heinrich-Heine-Institut.

## Werke
- So still in mir, Groß-Lichterfelde 1911
- Worte mit Gott, Berlin-Lichterf. 1913
- Deutsche Tage, Kettwig 1915
- Mutter, Leipzig [u. a.] 1920
- Die Jahreszeiten, Leipzig [u. a.] 1921
- Jesus, Leipzig [u. a.] 1921
- Musik der Träume, Leipzig [u. a.] 1922
- Weihnachtsspiele für Kinder in Schule und Haus, Gotha [u. a.] 1924
- Der Leser und die dichterische Prosa, Kettwig, Ruhr 1925
- Aus der niederrheinischen Vergangenheit, Wesel 1926
- Lesebüchlein vom Kreise Rees, Wesel 1926
- Wir wollen spielen, Neuwied a. Rh. 1926
- Das Kindergärtchen, Stuttgart 1927
- Das kleine Bienenbuch, Halle (Saale) 1927
- Von allerlei Tieren, Halle a. S. 1927
- Das Büchlein vom Walde, Halle (Saale) 1928
- Die heilige Nacht, München 1928
- Im Spiegel der Heimat, Wesel 1928
- Ostern, München 1928
- Sonnenkringel, Halle a.d.S. 1928
- Die stille Nacht von Bethlehem, München 1928
- Um das Kindlein Jesu, München 1928
- Die unvergängliche Weihnacht, Leipzig 1928
- Benjamin Franklin, Stuttgart 1929
- Vom Leid des Kindes, Leipzig 1929
- Das ewige Rauschen, Querfurt 1930
- Ferienzeit, Halle (Saale) 1930
- Niederrheinisches Sagenbuch, Moers 1930
- Sei uns willkommen, Kindelein zart, Leipzig 1930
- Wiesen und Wege im Kinderland, Leipzig 1930
- Drinnen und draußen, Halle a. S. 1931 (zusammen mit Franz Lichtenberger)
- Der Freiherr vom Stein, Köln 1931
- So durch das Jahr, Leipzig 1931
- Und den Menschen ein Wohlgefallen, Berlin 1931
- Die Ebene, Querfurt 1932
- Goethe, Köln 1932
- Schiller, Langensalza [u. a.] 1932
- Wunder der Weihnacht, Hamburg 1932
- Des laßt uns alle fröhlich sein, Leipzig 1933
- Nun singet und seid froh!, Berlin 1933
- Odhin und seine Welt, Halle 1933
- Erntedank, Berlin 1934
- Flamme empor!, Dresden 1934
- Die Kinder im Walde, Bochum 1934
- Wir feiern Weihnacht, Langensalza [u. a.] 1934
- Aus deinen Tiefen, Querfurt 1935
- Das bäuerliche Jahr, Leipzig 1935
- Die Kinder vom Lande, Bochum 1935
- Muttertag, Berlin 1935
- Volksgemeinschaft der Tat, Halle 1935
- Wandern und Reisen in Großvaters und Urgroßvaters Zeit, Langensalza [u. a.] 1935
- Der alte Lindenbaum und andere Erzählungen, Duisburg 1937
- Jahr des Sommers, Querfurt 1937
- Sagen links und rechts der Lippe, Duisburg 1938
- Hundert Jahre – und noch mehr ..., Saarlautern 1941
- Dies ist das Land, Köln 1942
- Es wird kein Ende sein, Kevelaer 1942
- Unvergängliche Weihnacht, Rotenburg a.d. Fulda 1949 (zusammen mit Max Scheunemann)
- Christkind kommt gefahren, Rotenburg a.d. Fulda 1950
- Stille Stadt im Kranz der Wälder, Kettwig 1950
- Vorweihnachtsschnack vom Nikolaus und seinem Sack, Rotenburg a.d. Fulda 1950
- Wenn Weihnachten ist!, Rotenburg a.d. Fulda 1950
- Die Weihnachtsstrophen, Kettwig 1951
- Die Amsel sang, Kettwig 1952
- Deutsche Sagen, Berlin-Charlottenburg 1953
- Das Buch der Waldblumen, Rheinhausen 1954
- Am unteren Niederrhein, Wesel 1954
- Gedichte, Kettwig 1955
- In der Stadt und auf dem Lande, Berlin-Charlottenburg 1955
- Land um den Rhein, Braunschweig [u. a.] 1956 (zusammen mit Heribert Teggers)
- Es ist dennoch die Liebe, Wesel 1957
- Atem des Ewigen, Eutin 1960
- Das goldene Spinnrad, Duisburg 1960
- Der Stunde Innigkeit, Dülmen/Westf. 1963
- Ratinger Erinnerungen, Ratingen 1966
- Wölben sich die dunklen Bogen, Dreveack 1968
- Auf tausend Wegen verzweigt, Wesel 1985

## Herausgeberschaft
- Aus dem Kindheitsland, Osterwieck [u. a.] 1913
- Das rheinische Heimatland, Wesel 1927 (herausgegeben zusammen mit Heinrich Burhenne)
- Die moderne Mariendichtung, Gotha 1928
- Die Edda, Langensalza [u. a.] 1934
- Martin Boelitz: Gedichte, Wesel 1936
- Otto Kampe: Ein Korb voll Kirschen, Halle (Saale) 1947
- Ein Englein blies auf der Schalmei, Rotenburg a.d. Fulda 1949
- Schulentlassung, Rotenburg a. d. Fulda 1950
- Franz Lichtenberger: Reineke Fuchs, Berlin-Charlottenburg 1952
- Otto zur Linde: Charon, München 1952
- Otto Kampe: Schelmenstreiche, Berlin-Charlottenburg 1953
- Das Lumpengesindel, Berlin-Charlottenburg 1953
- Nibelungen-Sage, Berlin-Charlottenburg
  - 1. Held Siegfried, 1953
  - 2. Kriemhilds Rache, 1953
- Heinrich Burhenne: Das Erfinderbüchlein, Berlin-Charlottenburg 1956
- Otto Kampe: Robinson, Berlin-Charlottenburg 1956
- Franz Lichtenberger: Gudrun, Berlin-Charlottenburg 1957
- Franz Lichtenberger: Was wir uns von den Pflanzen erzählt haben, Berlin-Charlottenburg 1958
- Robert Reinick: Hans Lustig und andere Geschichten, Berlin-Charlottenburg 1960
- Beiträge zur Landes- und Geisteskultur des niederrheinischen Landschaftsraumes, Krefeld 1961
- Martin Boelitz: Tragt, blaue Träume ..., Wesel 1963